# Mousséo
Mousséo est une commune rurale située dans le département de Didyr de la province de Sanguié dans la région du Centre-Ouest au Burkina Faso.

## Géographie
Situé à 14 km à l'est de Didyr, Mousséo est divisé en six quartiers : Nyina, Méla, Moutour, Guissolo, Melapoum et Goualapoum.

## Éducation et santé
La commune héberge, depuis 1962, une école primaire accueillant en 2014 plus de 400 élèves dont les résultats scolaires sont parmi les meilleurs de la région avec notamment un taux de 83,01% de réussite au Certificat d'études primaires (CEP). Ces résultats ont poussé les autorités à ouvrir en octobre 2014 un collège d'enseignement général à Mousséo, permettant aux élèves de ne plus faire les 13 km quotidiens pour aller au collège le plus proche.
Mousséo accueille un centre de santé et de protection sociale (CSPS).